# 傅善祥
傅 善祥（ふ ぜんしょう、Fù Shànxiáng、1833年 - 1856年?）は、太平天国の女性状元。
江蘇省南京出身。幼時に父母を失い、兄嫁に養われて育ち、経学や賦などの学問を好んだ。1853年に太平天国が南京を占領し、男女それぞれに科挙を実施すると、傅善祥は状元となった。中国の千年以上に及ぶ科挙の歴史の中で、初めての女性の状元であった。傅善祥は東王楊秀清の秘書となり、太平天国の多くの布告（「天朝田畝制度」、男女平等、アヘン禁止、纏足の禁止など）は彼女の筆によるものであるといわれる。1856年の天京事変後は記録にあらわれないため、東王府の2万人とともに命を落としたものと思われる。